# Église Saint-Martin de Piennes-Onvillers
L'église Saint-Martin de Piennes-Onvillers est une église paroissiale située dans le village de Piennes sur le territoire de la commune de  Piennes-Onvillers, dans le département de la Somme, près de Montdidier.

## Historique
L'existence d'un lieu de culte chrétien à Piennes nous est connue depuis le IXe siècle. Au XIIe siècle, les moines de l'abbaye Saint-Corneille de Compiègne possédaient un monastère abritant une petite communauté de moines qui gérait la grange de la dîme de Piennes. À la fin du XVe siècle, débuta la construction de l'église actuelle. On pense que sa construction se déroula d'un seul jet sur une vingtaine d'années. C'est Jean Vaast, architecte de la cathédrale Saint-Pierre de Beauvais qui aurait dirigé la construction des voûtes.
En 1636, lors de l'invasion espagnole, les soldats d'Ottavio Piccolomini incendièrent le chœur de l'édifice. En 1792, André Dumont, commissaire de la Convention dans le département de la Somme, fit abattre la croix qui surmontait le clocher. Le caveau funéraire des seigneurs de Piennes fut ensuite profané et l'église fut transformée en fabrique de salpêtre.
L'église de Piennes est protégée au titre des monuments historique, avec classement par arrêté du 6 avril 1908. À la fin de la Première Guerre mondiale, au mois d'août 1918, lors de l'offensive des Cent-Jours qui devait mener les Alliés à la victoire, le village fut  bombardé, l'église fut presque totalement détruite, seuls quelques murs étaient encore debout. Elle fut entièrement restaurée durant l'entre-deux-guerres, de 1920 à 1933.

## Caractéristiques
L'église de style gothique flamboyant est construite en pierre et recouverte d'ardoises. Son plan a ceci de particulier que la nef centrale est flanquée de bas côtés perpendiculaires aux cinq travées. Le chœur est terminé en abside arrondie. Un clocher terminé par une flèche recouverte d'ardoise coiffe la croisée du transept. Le portail double avec arcade en anse de panier et les fenêtres gothiques flamboyantes ont été restitués.
À l'intérieur ont été conservés les fonts baptismaux du XVIe. Le mobilier dont un banc d'œuvre a été totalement détruit.

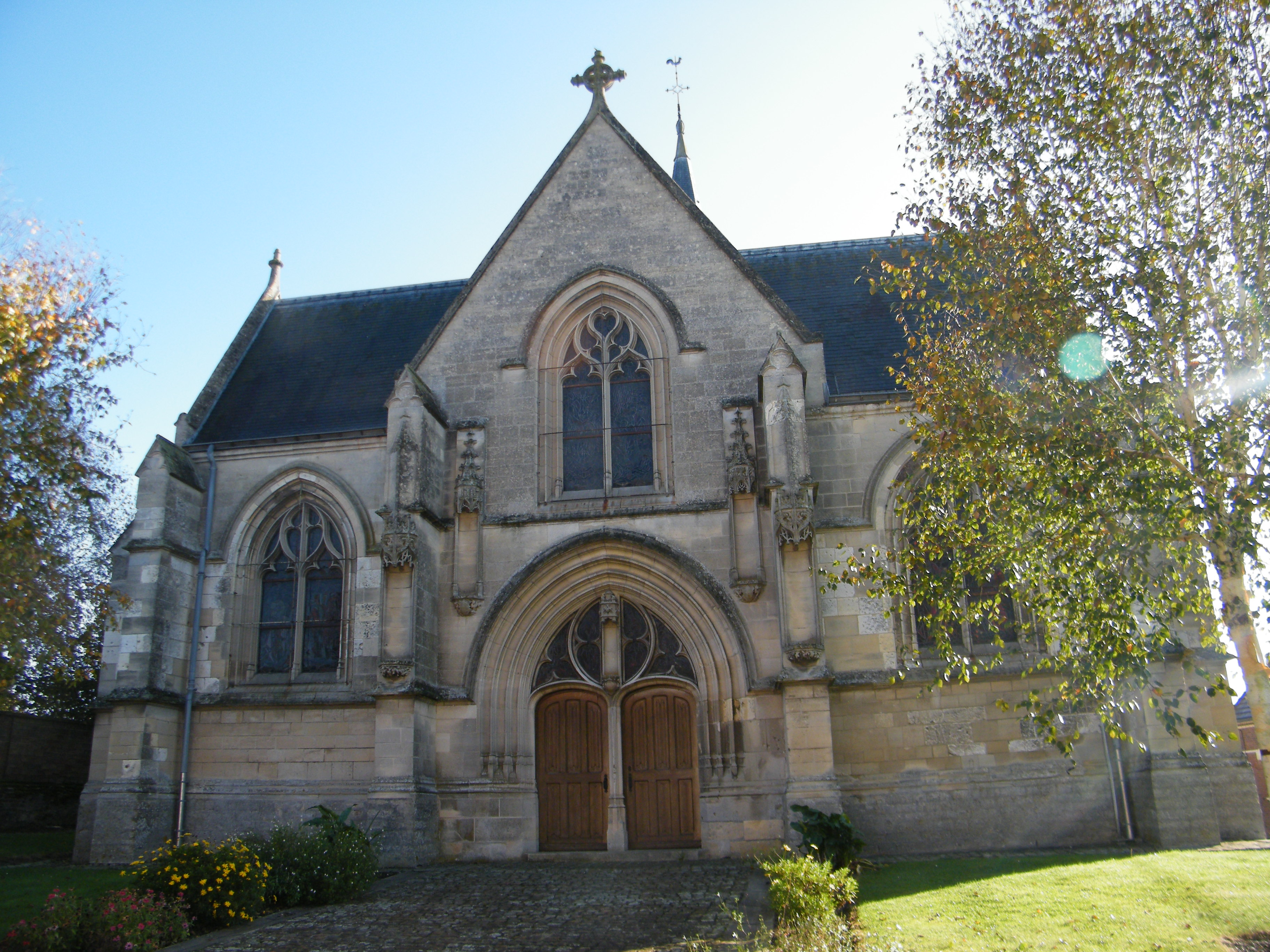
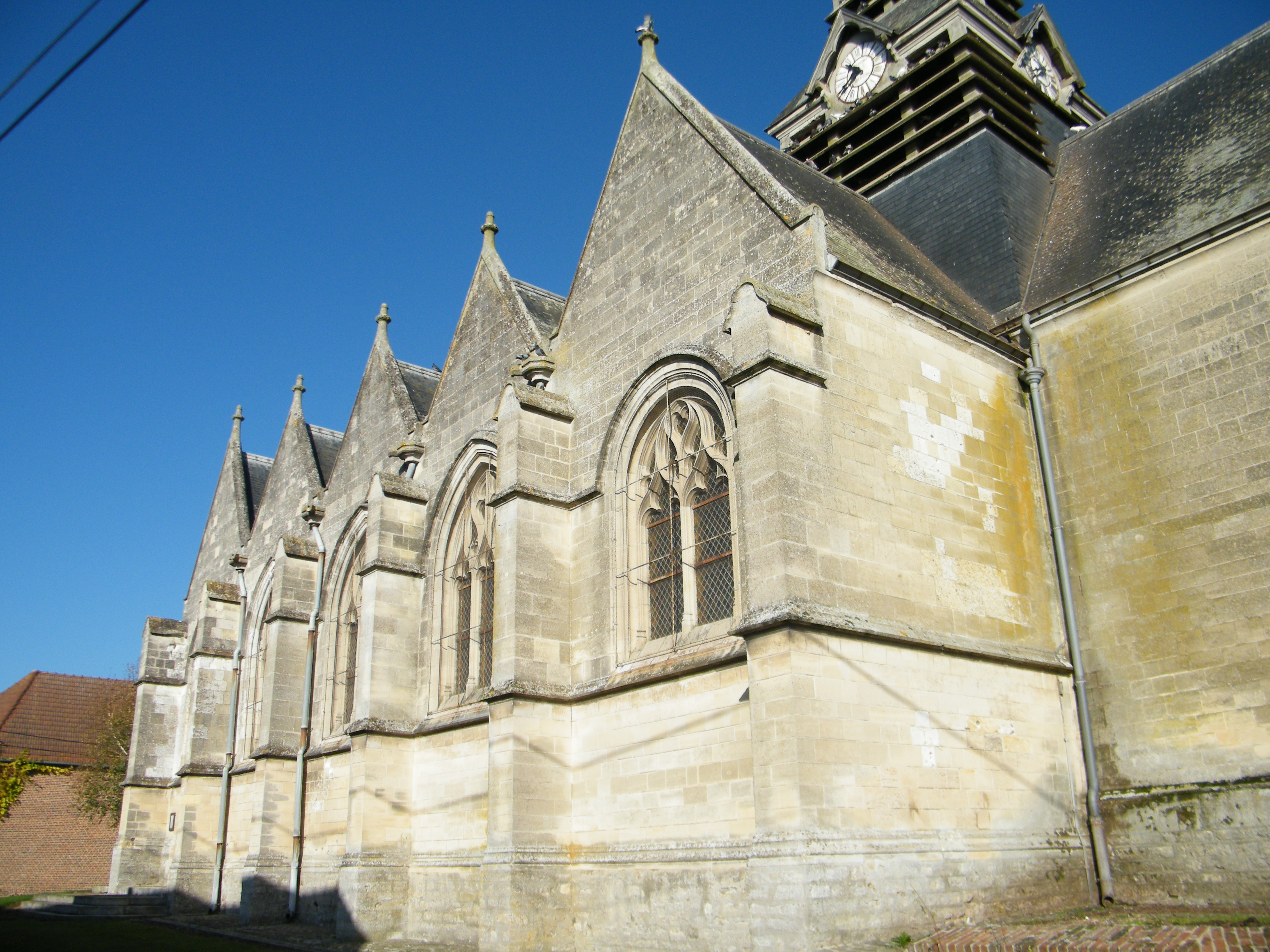
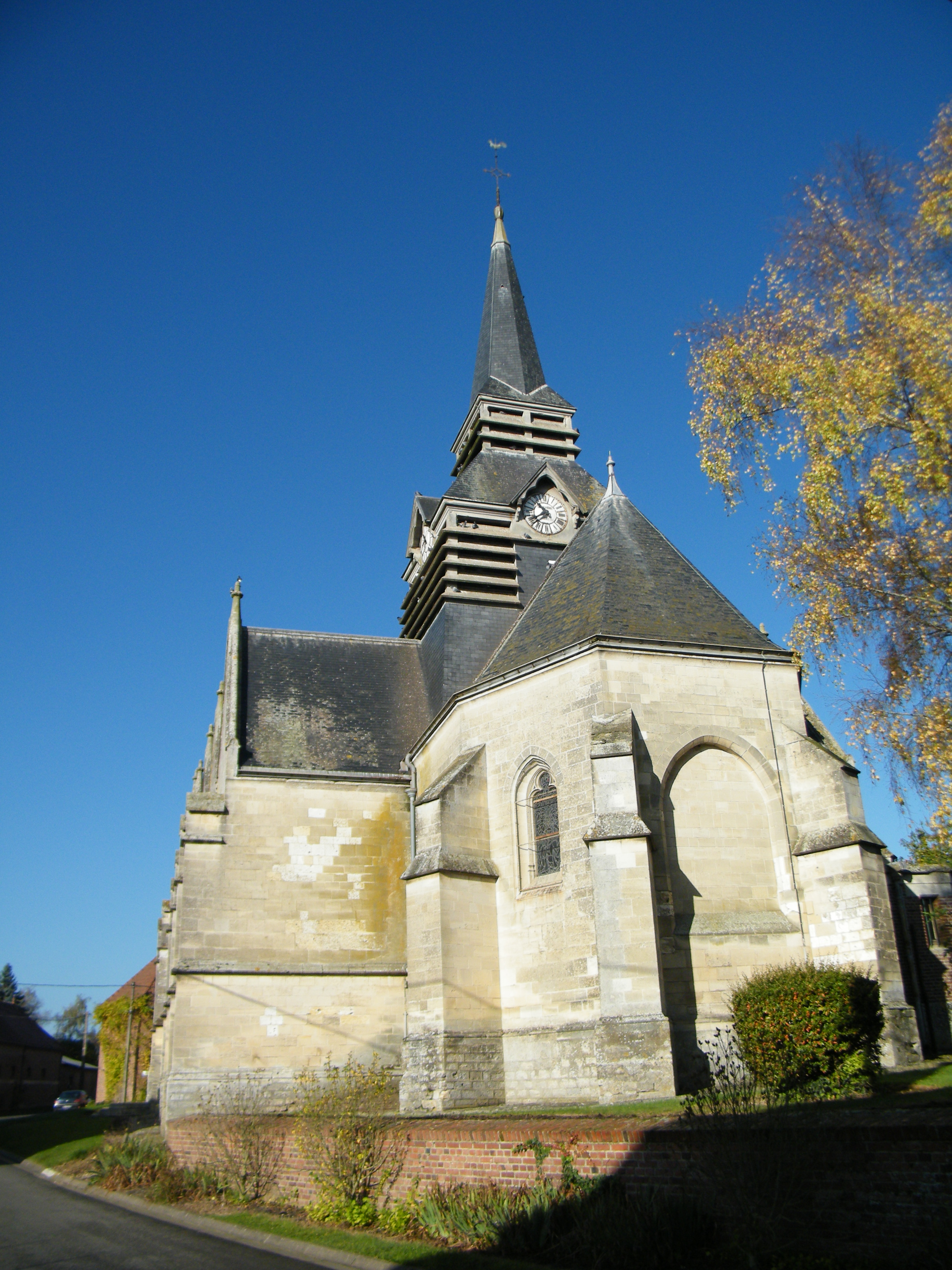
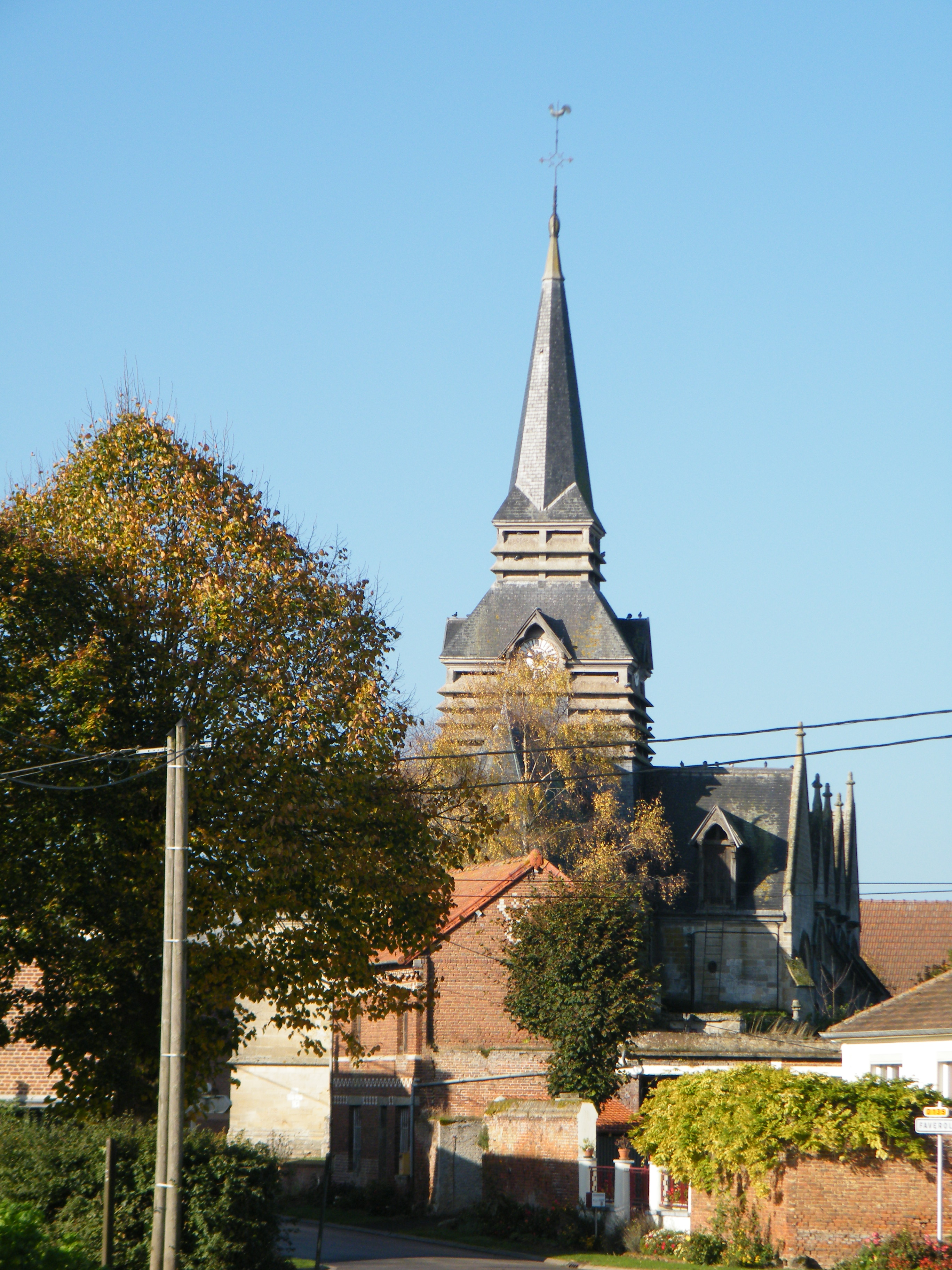